# Amanda Gutierres
Amanda Gutierres dos Santos (* 18. März 2001 in Santa Cruz de Monte Castelo) ist eine brasilianische Fußballspielerin.

## Karriere

### Verein
Gutierres begann ihre aktive Laufbahn in der Jugend eines Amateurvereins in Suzano im Bundesstaat São Paulo, mit siebzehn wurde sie in den Nachwuchs des Santos FC aufgenommen. In der ersten brasilianischen Liga debütierte sie in der Saison 2018 für den Foz Cataratas FC in einer Begegnung gegen Acadêmica Vitória am 26. Juni 2018 im Estádio Ewerson Simões Barbosa in Chã Grande. Ihr erstes Erstligator erzielte sie für den Santos FC gegen den São Francisco EC am 27. März 2019 im Estádio Francisco Ribeiro Nogueira in Mogi das Cruzes.
Bei Santos zur Stammkraft etabliert, wagte Gutierres zur Saison 2021/22 einen Wechsel nach Europa in die französische Division 1 Féminine, doch kam sie bei Girondins Bordeaux nicht über den Reservistenstatus hinaus. Nach Brasilien zurückgekehrt, schloss sie sich der SE Palmeiras an und errang für diese gleich in ihrer ersten Saison 2023 die Torjägerkrone der Série A1.

### Nationalmannschaft
In einem Freundschaftsspiel gegen die Auswahl Kolumbiens am 26. Oktober 2024 bestritt Gutierres ihr Länderspieldebüt. In einem weitern Freundschaftsspiel am 28. November 2024 gegen Australien, gelangen der Spielerin ihre ersten zwei Länderspieltore.
2025 stand Gutierres im Kader der Copa América der Frauen. In dem Turnier stand sie in fünf von sechs möglichen Spielen auf dem Platz und erzielte sechs Tore. Mit diesen war sie neben Claudia Martínez Torschützenkönigen des Wettbewerbs.

## Erfolge
Nationalmannschaft
- Copa América: 2025

Santos
- Staatspokal von São Paulo: 2020

Palmeiras
- Staatsmeisterin von São Paulo: 2024

Auszeichnungen
- Torschützenkönigin der brasilianischen Série A1: 2023, 2024
- Torschützenkönigin der Staatsmeisterschaft von São Paulo: 2024
- Bola de Prata: Auswahlmannschaft Série A 2024[3]
- Torschützenkönigin der Copa América der Frauen: 2025